# Forget to Remember
Forget to Remember è un brano musicale del gruppo Mudvayne, pubblicato nel luglio 2005 come terzo singolo tratto dall'album Lost and Found.
Il brano fa parte della colonna sonora del film Saw II - La soluzione dell'enigma.

## Video musicale
Il videoclip contiene alcune scene del film alternate a quelle della band.

## Tracce
1. Forget to Remember – 3:37

## Formazione
- Chad Gray – voce
- Greg Tribbett – chitarra
- Ryan Martinie – basso
- Matthew McDonough – batteria